# Marcello Savini
Marcello Savini (Ortezzano, 1º luglio 1928 – Milano, 5 giugno 1995) è stato un pittore italiano.
Ha compiuto gli studi a Milano, ha soggiornato nelle maggiori capitali europee e a New York.
Lo stile di Savini è figurativo moderno.

## Biografia
Marcello Savini nasce il 1º luglio 1928 a Ortezzano, nelle Marche. Dopo avervi trascorso infanzia e adolescenza si trasferisce a Milano per iniziare scuole di disegno e studi artistici. Negli anni 50 si dedica principalmente al disegno di moda. Espone i suoi primi lavori nella Sala degli Artisti in via Brera a Milano nel 1961.
Nel 1963 Savini viene invitato da I. Georgakas fondatore dello storico shopping center Minion, a occuparsi della moda ad Atene.
Durante il suo soggiorno ad Atene, trascorre cinque anni e si unisce al movimento artistico Arte e Impegno legato alla Galleria Vaianos. 
Negli anni successivi tra Roma, Milano e Parigi prosegue la sua produzione artistica, ampliando la gamma espressiva con l'approccio alla scultura e del disegno a tratto unico.
Artista, ma anche uomo impegnato partecipa attivamente alla vita culturale dei Paesi dove ha modo di soggiornare.
La sua opera pubblica Il Fiore è un monumento eretto in ricordo dei Caduti di tutte le guerre a Ortezzano (FM). Nel 1998, nel suo luogo di origine, gli viene dedicata una piazza nel 1998 per meriti artistici 

## Opere

### Pittura
Il quinquennio trascorso ad Atene è stato molto fecondo per la produzione pittorica dell'artista. A questo periodo risalgono i dipinti ad olio (Armonie, Lavoratori dei campi, Spigolatrici, Fabbri, Filatrici, Sirtaki), olio su tela con dominanza che utilizzano tecniche particolare di impasti e di pigmenti rossi e bruni che evocano i colori della ceramica dell'antica Grecia e i cui soggetti sono spesso figure colte nel tempo del lavoro e della fatica quotidiana ma anche nell'intimità. Con l'opera Le Bagnanti, vince in Italia il premio Sant'Ambroeus e l'Ambrogino d'Oro.

### Disegno a tratto unico
Negli anni successivi, l'artista realizza una serie di disegni tracciando il profilo di adolescenti, di giovane pastore, di musici e altro. Il poeta Giorgio Caproni, ha commentato "sono rimasto col fiato sospeso; timoroso quasi che un solo mio alito potesse soffiarli via dal foglio". Nel 1977 gli viene conferito il premio Raffaello per il disegno.

### Scultura
A partire dagli anni 70 si dedica alla scultura. Con Paolo e Francesca, liberamente ispirato alla tragica vicenda amorosa del Canto V della Divina Commedia, vince la medaglia d'oro della Quadriennale Europea d'Arte Contemporanea. Le sue sculture sono state esposte in numerose sedi. Il monumento il Fiore è opera astratta di 5.05 metri e "raffigura due petali di un fiore, simboli della pace e della giustizia, che avvolgono il globo terrestre". L'opera richiama l'attenzione contro la logica della guerra.

## Premi e riconoscimenti
- 1966, Atene, Primo Premio Ministero pubblica istruzione per la Pittura
- 1970:
  - Roma, Primo premio "Quadriennale Europea d'Arte Contemporanea"[17][18][19][20]
  - Milano, Premio nazionale Sant'Ambroeus 1970 per l'opera "Le bagnanti"[21] e l'Ambrogino d'oro[22]
- 1972, Pompei, medaglia d'oro dei protagonisti Arte Contemporanea per la Pittura
- 1974, Roma, campidoglio d'oro per meriti artistici
- 1976, Milano, primo premio "Trofeo Mosè Bianchi" per il disegno[23]
- 1977:
  - Milano, Primo premio "Trofeo Internazionale Raffaello" per il disegno[24]
  - Firenze, leone d'oro per meriti artistici
- 1978, Milano, Primo Premio Trofeo Durer per il Disegno
- 1979:
  - Milano, Primo premio assoluto "Il David" per la scultura, con la motivazione: "Nelle sue sculture vi è una forza dirompente che ricorda la monumentalità michelangiolesca"[25]
  - Milano, "Oscar" Internazionali AFA per meriti artistici[26]
  - Parigi, Oscar Paris[27][28]
- 1980, Vienna, Oscar Wien '80[29]
- 1986, Milano, Premio della critica internazionale per la scultura
- 1987, Milano, Premio La Madonnina per la scultura
- 1999, Roma, diploma d'onore premio Giubileo Accademia dei Dioscuri

### Riconoscimenti artistici e onorificenze
Per meriti artistici gli è stata conferita la legion d'oro ed è stato nominato accademico dell'accademia Leonardo Da Vinci, dell'Accademia Guglielmo Marconi, dell'Accademia de I 500, dell'Accademia Tib Erina, dell'Accademia Gentium Populorum Progressio, dell'Accademia degli Abruzzi per le arti e scienze, della Columbian Academy (USA), e consultore per le arti figurative e plastiche dell'Università di Toronto (Canada).